# Castrica oweni
Castrica oweni är en fjärilsart som beskrevs av William Schaus 1896. Castrica oweni ingår i släktet Castrica och familjen björnspinnare. Inga underarter finns listade i Catalogue of Life.